# Rumex uruguayensis
Rumex uruguayensis är en slideväxtart som beskrevs av K.H. Rechinger. Rumex uruguayensis ingår i släktet skräppor, och familjen slideväxter. Inga underarter finns listade i Catalogue of Life.